# Dykaňka
Dykaňka (ukrajinsky Диканька, rusky Диканька – Dikaňka) je sídlo městského typu v Poltavské oblasti na Ukrajině.  K roku 2006 měla přes osm tisíc obyvatel.

## Poloha a doprava
Dykaňka sama neleží na žádné řece, ale několik kilometrů východně od ní protéká Vorskla, levý přítok Dněpru, a několik kilometrů západně protéká Kratova Hovtva, levý přítok Vilchové Hovtvy v povodí Hovtvy.
Nejbližší větší město je Poltava přibližně třicet kilometrů jižně, do jejíhož rajónu Dykaňka spadá. Také je v ní nejbližší železniční stanice. Z Poltavy vede na sever do Dykaňky silnice R-17, která dále pokračuje přes Ochtyrku do Sum.

## Dějiny
První zmínka je z roku 1658. Sídlem městského typu je od roku 1957. 

### Rodáci
- Viktor Pavlovič Kočubej (1768–1834), politik
- Vasyl Kosťjantynovyč Koroliv (1870–1941), spisovatel, novinář a aktivista

## Kultura
Podle Dykaňky se jmenuje povídková sbírka Večery na samotě u Dikaňky spisovatele Nikolaje Vasiljeviče Gogola.